# دانشگاه سپاه تفنگداران دریایی
دانشگاه سپاه تفنگداران دریایی (انگلیسی: Marine Corps University) دانشگاه نظامی متعلق به سپاه تفنگداران دریایی ایالات متحده آمریکا است. این دانشگاه بخشی از سیستم دانشگاه‌های دریایی است و توسط کمیسیون کالج‌های انجمن جنوبی کالج‌ها و مدارس برای اعطای مدرک کارشناسی ارشد تأیید شده است.
دانشگاه تفنگداران دریایی در اول اوت ۱۹۸۹ به دستور فرمانده سپاه تفنگداران دریایی، ژنرال آلفرد گری تأسیس شد. ریشه‌های شکل‌گیری این دانشگاه به جنگ جهانی اول و تأسیس سپاه تفنگداران دریایی مدرن برمی‌گردد. تصمیم ژنرال گری برای تأسیس دانشگاه سپاه تفنگداران دریایی، امتداد منطقی میراث تاریخی بسیاری از فرماندهان مشهور تفنگداران دریایی بود که به اهمیت آموزش ارزش قائل بودند، همچنین امتداد طبیعی تغییر معاصر دکترین جنگی سپاه تفنگداران دریایی به «جنگ مانوری» بود، که همزمان با آن نیاز به رهبرانی وجود داشت که بتوانند در مواجهه با شرایط مختلف در عملیات جنگی، انتقادی فکر کنند و قاطعانه عمل نمایند.